# Erythrochiton
Erythrochiton is een kevergeslacht uit de familie van de boktorren (Cerambycidae). De wetenschappelijke naam van het geslacht werd voor het eerst geldig gepubliceerd in 1957 door Zajciw.

## Soorten
Erythrochiton omvat de volgende soorten:
- Erythrochiton jucundum (Gounelle, 1913)
- Erythrochiton nigrosignatus Zajciw, 1957
- Erythrochiton rubronigrum Napp & Santos, 1996
- Erythrochiton sellatum (Buquet, 1844)